# Бентеш, Гильерме
Гильерме Бентеш (порт. Guilherme Bentes; род. 10 июня 1973, Лиссабон) — португальский дзюдоист, чемпион и призёр чемпионатов Португалии, чемпион и призёр чемпионатов мира среди студентов, призёр чемпионата мира, участник летних Олимпийских игр 1996 года в Атланте.

## Карьера
Выступал в лёгкой весовой категории (до 71 кг). В 1991—2009 годах пять раз становился чемпионом Португалии и по два раза серебряным (1994—1995) и бронзовым (1991, 1993) призёром чемпионатов страны. Чемпион (1998) и серебряный призёр (1996) чемпионатов мира среди студентов. В 1997 году стал бронзовым призёром чемпионата мира в Париже. На Олимпиаде в Атланте стал 17-м.